# Río Potro
El río Potro o río del Potro es un curso natural de agua en la Región de Atacama que nace en la cordillera y fluye hacia el noroeste para vaciarse en la ribera sur del  río Pulido de la cuenca del río Copiapó.

## Trayecto
Nace en el glaciar El Potro.

## Caudal y régimen
Luis Risopatrón da su caudal como de entre 500 l/s hasta 1900 l/s.: 696  Un informe de impacto ambiental del Proyecto Caserones midió un valor máximo de 1.535 l/s en enero de 2006 y un caudal medio de 496 l/s.: 50 

## Historia
Risopatrón lo describe brevemente en su Diccionario Jeográfico de Chile:: 696 
Potro (Río del). Nace de las nieves de la falda NW del cerro del mismo nombre, corre hacia el NW en una quebrada con muchas vegas i grandes piedras arrastradas en sus crecidas, lleva de 500 a 1900 litros por segundo de término medio, se junta con el de las Pircas de Mondaca que viene del E i se vacia en la marjén S del curso inferior del río Pulido.